# انگرک
انگرک (به لاتین: Anggerek Desa) یک منطقهٔ مسکونی در برونئی است که در بندر سری بگاوان واقع شده‌است.